# Walter Partsch
Walter Partsch (* 9. Juli 1923 in Wien; † 26. Juli 2001 ebenda) war ein österreichischer Kameramann.

## Leben
Er kam 1938 als Volontär zum Film und war von 1941 bis 1945 Kameraassistent und einfacher Kameramann bei der Wien-Film. Nach Kriegsende arbeitete er für die Wochenschau, 1950 begann er mit Kurz-Dokumentarfilmen als Chefkameramann.
Ab 1951 fotografierte er für deutsche und österreichische Auftraggeber Spielfilme, vorwiegend Filmkomödien und Heimatfilme. Auch für Produktionen mit erotischem Hintergrund wurde er mehrfach herangezogen. 1970 beendete Partsch seine Laufbahn als Spielfilm-Kameramann und machte sich selbständig. Er drehte Fremdenverkehrs- und Dokumentarfilme. Für das Fernsehen arbeitete er unter anderem in der SFB-Serie Schauspieler erzählen große Geschichten.
Partsch wurde am Friedhof Mauer in Wien bestattet.

## Filmografie
| - 1950: Der kleine Helmut (Kurz-Dokumentarfilm) - 1950: Unser Christbaum 1950 (Kurz-Dokumentarfilm) - 1951: Wir zeichnen (Kurz-Dokumentarfilm) - 1951: Die Minderjährigen (Asphalt) - 1952: Wienerinnen - 1953: Flucht ins Schilf - 1953: Das Haus an der Küste - 1954: Keine Angst vor Schwiegermüttern - 1954: Das Geheimnis der Venus - 1955: Vatertag - 1955: Geheimnis einer Ärztin - 1955: Versuchung - 1956: Wilhelm Tell - 1956: Dort oben, wo die Alpen glühen - 1957: Dort in der Wachau - 1957: Der Wilderer vom Silberwald - 1957: Heiratskandidaten - 1958: Gefährdete Mädchen - 1958: Die Straße | - 1958: Einmal noch die Heimat seh’n - 1958: Sebastian Kneipp – Ein großes Leben - 1959: Herrn Josefs letzte Liebe - 1959: Meine Tochter Patricia - 1960: Ich heirate Herrn Direktor - 1960: Frauen in Teufels Hand - 1960: Am Galgen hängt die Liebe - 1960: Heimweh nach dir, mein grünes Tal (Mein Vaterhaus steht in den Bergen) - 1961: Das Mädchen auf der Titelseite - 1961: Deutschland – deine Sternchen - 1962: Der rote Rausch - 1963: Mario (Fernsehserie, 6 Folge) - 1964: Das Haus auf dem Hügel - 1964: Happy-End am Wörthersee (Happy-End am Attersee) - 1966: Luftkreuz Südost (TV) - 1968: Schamlos - 1968: Von 4 bis 4 (TV) - 1970: Keine Angst Liebling, ich pass schon auf! - 1971: Immer die verflixten Weiber |